# Палата представителей Ливана
Палата представителей Ливанской республики (араб. مجلس نواب الجمهورية اللبنانية‎, Маджлис ан-Нувваб; также переводится как Собрание представителей, Национальное собрание, Национальная ассамблея или Парламент Ливана) — законодательный орган (парламент) Ливана. Состоит из 128 депутатов, избирается раз в четыре года по многомандатным округам в соответствии с пропорциями, установленными по количеству населения, принадлежащего к той или иной конфессии. В Ливане действует всеобщее избирательное право.

## Здание парламента
Здание парламента построено в 1933 году армянским архитектором Мартиросом Алтуняном в стиле Боз-ар. Здание имеет симметричную структуру в ориенталистском возрожденческом стиле с артикуляцией историческими отсылками на нео-мамлюкские овертона[что?].

## Состав

### 2009 год

#### Распределение депутатских мест по политическим взглядам
1. Коалиция 8 марта (68 мест)
- Свободное патриотическое движение (Ливан) — 19 мест
- Амаль — 13 мест
- Хезболла — 12 мест
- Ливанская демократическая партия — 4 места
- Марада — 3 места
- Движение славы (Ливан) — 2 места
- Армянская революционная федерация в Ливане — 2 места
- Сирийская социал-националистическая партия в Ливане — 2 места
- Партия арабского социалистического  — 2 места
- Партия Солидарность (Ливан) — 1 места
- Беспартийные — 1 место
- Прогрессивно-социалистическая партия Ливана — 7 мест

2.Коалиция 14 марта (60 мест)
- Движение за будущее (Ливан) — 26 мест
- Ливанские силы — 8 мест
- Катаиб — 5 мест
- Социал-демократическая партия Гнчакян — 2 места
- Блок Мурр — 2 места
- Армянская Либерал-Демократическая партия (Ливан) — 1 места
- Национал-либеральная партия (Ливан) — 1 места
- Левое демократическое движение (Ливан) — 1 места
- Исламская группа (Ливан) — 1 места
- Беспартийные — 11 места

#### Распределение депутатских мест между конфессиональными группами
Распределение депутатских мест определяется соглашениями между различными конфессиональными группами Ливана. В 1989 году в Таифе было заключено соглашение между ведущими политическими силами о распределении мест в парламенте.
| Конфессия        | Количество мест до 1989 года | Количество мест после 1989 года |
| Марониты         | 30                           | 34                              |
| Православные     | 11                           | 14                              |
| Мелькиты         | 6                            | 8                               |
| Армяне ААЦ       | 4                            | 5                               |
| Армянокатолики   | 1                            | 1                               |
| Протестанты      | 1                            | 1                               |
| Другие христиане | 1                            | 1                               |
| Всего христиан   | 54                           | 64                              |
| Сунниты          | 20                           | 27                              |
| Шииты            | 19                           | 27                              |
| Друзы            | 6                            | 8                               |
| Алавиты          | 0                            | 2                               |
| Всего мусульман  | 45                           | 64                              |
| Всего депутатов  | 99                           | 128                             |